# Genç Atsızlar
Gench Atsîzi (turcă tinerii urmași ai lui Atsîz), formațiune al cărei nume este luat după numele lui Husein Nihal Atsîz, unul din personalitățile importante ale Turcismului, este o mișcare de tineret Turcistă-Turanică.
Organul editorial al grupului este revista Ötüken publicată lunar.
Grupul, a continuat să se organizeze în mod oficial, prin înființarea în anul 2014 a Asociației Turciștilor-Turaniștilor.

## Istoric
Moștenirea pe care o avem (Sahiplendiği miras)
Pe data de 11 decembrie 1975, după moartea lui Husein Nihal Atsîz, care a fost unul dintre pionierii gândirii Turciste, din formă organizată schimbându-se încet, încet într-o formă individuală, împreună cu Lovitura de pe 12 Iulie în Naționalismul Turc au ieșit în față Idealiștii care apără sinteza Turc-Islamică.
Chiar dacă în provincii diferite Turciști independenți și neștiind unii de ceilalți au înființat formațiuni având diferite denumiri, o formațiune cuprinzătoare nu a putut fi făcută până în anii 2000.
Chiar dacă la Ankara, Tarsus și Istanbul fuseseră înființate asociații Turciste având denumiri diferite, nu putuseră să fie o mișcare de masă pe întreg cuprinsul țării.

## Înființare
În anul 2005, Turciștii inițiatori ai mișcării Tinerii Atsîzi, întrunindu-se din diferite provincii, în anul 2009 cu participarea unor provincii (județe) precum Ankara, Bursa, Adana, Izmir, Mersin, Samsun, Trabzon, Tekirdag, Çorum, Kocaeli au definitivat ca numele organizației să fie Tinerii Atsîzi (Genç Atsızlar).
Numele de Tinerii Atsîzi, a ieșit la suprafață inspirându-ne din următoarele versuri ale poeziei “Cântecul Revoluționarilor Turkistanului”: “Noi, suntem tineri atsîzi care au murit fără a avea mormânt, Rana cu apă ne-o spălăm și cu iarbă ne-o înfășurăm, Nu avem pe nimeni, dar în inimi noi existăm”

## Publicații
Organizația Tinerilor Atsîzi a tipărit următoarele 3 publicații pe care le veghează individual: Revista Tinerilor Atsîzi, Revista Kömen (Vis) și Revista Ötüken.
e-revista Tineri Atsîzi (revistă în format electronic)
Revista Tinerilor Atsîzi prin primul său număr care a apărut în format de revistă electronică în luna Ianuarie a anului 2010, număr ce i-a fost dedicat lui Husein Nihal Atsîz, și-a început astfel publicarea.
Revistei, după apariția a 10 numere ale sale i-a fost întreruptă publicarea.

### Revista Kömen (Vis)
Revista Kömen (Chiomen), prima revistă oficială a grupului, și-a început viața editorială pe data de 25 iunie 2011.
Când i s-a dat numele de Kömen, din nou a fost inspirat dintr-o poezie a lui Atsîz, poezie care are același nume.
Înțelesul cuvântului este “vis”.
Prin închiderea revistei Kömen după apariția a 19 numere, i-a lăsat locul revistei Ötüken (Otiuchen).

### Revista Ötüken
Revista Ötüken, ultima publicație tipărită a grupului și-a început viața editorială 
pe data de 1 octombrie 2013.
În revista în care se regăsesc diverși scriitori din lumea Turcă a fost publicat și un discurs al lui Gabor Vona, Președintele Partidului Jobbik din Ungaria.
Revista Ötüken este ultima revistă publicată de organizația Atsîz și cu cele 143 de numere publicate ale sale este cea mai longevivă revistă a organizației.
Noua revistă Ötüken ale cărei eforturi sunt de a proteja moștenirea lăsată de Atsîz, care are pe coperta ultimului său număr trecut în partea de jos numărul 143 al apariției, continuă să fie publicată.
Revista la vremea apariției sale a ajuns ținta fiului lui Husein Nihal Atsîz, Yağmur Atsîz. 
Pe de o parte, Yağmur Atsîz, în timp ce apăra[1] faptul că drepturile pentru numele Ötüken îi aparțin, pe de altă parte Tinerii Atsîzi au declarat că o astfel de afirmație nu este adevărată, au continuat publicarea revistei.

## Acțiunile grupului
La meciul de fotbal de la Bursa din data de 14 octombrie 2009 jucat între echipele naționale ale Turciei și Armeniei s-a declarat că este interzisă introducerea pe stadion a steagului Azerbaidjanului.
Ca replică la aceasta, 4 membrii Tineri Atsîzi, în mijlocul meciului de fotbal, în timp ce se pregăteau de acțiunea de introducere în stadion a unor avioane-machetă care aveau agățate de ele steaguri ale Azerbaidjanului, au fost luați în vizor de către poliție. [2]
La Istanbul pe data de 26 februarie 2012 la comemorarea Genocidului Hogealî în cadrul mitingurilor organizate celor care au afișat pancarte cu “Toți Suntem Armeni” li s-a replicat acestora de către Tinerii Atsîzi care au afișat mesaje cu “Toți Sunteți Armeni, Toți Sunteți Niște Bastarzi”.
Mesajele afișate au fost dezbătute zile în șir în ziare și la televiziuni.